# Opossum à oreilles blanches des Andes
Didelphis pernigra
Espèce
Répartition géographique
Statut de conservation UICN

 LC  : Préoccupation mineure
L’Opossum à oreilles blanches des Andes (Didelphis pernigra) est une espèce d'opossum d'Amérique du Sud, présente au Venezuela, en Colombie, en Équateur, au Pérou et en Bolivie. Cette espèce, considérée de 1993 à 2002 comme une simple sous-espèce de l'Opossum à oreilles blanches, vit de préférence à des altitudes comprises entre 2000 et 3700m dans les parties tropicales de la Cordillère des Andes. Elle est capable de vivre dans un habitat très perturbé, y compris dans des zones d'exploitation agricole et en zone suburbaine. En Équateur, cet opossum est appelé raposa en espagnol et chucha en kichwa, sa viande est prisée par certaines populations autochtones. Balladelli (1996) signale sa consommation dans la zone de Pesillo (province du Cotopaxi, Équateur) pour soigner les rhumatismes, et indique également que les populations locales mettent en garde contre sa consommation excessive par les femmes, qui causerait un excès de fertilité.